# Sylvaine Neveu
Pour les articles homonymes, voir Neveu.
Sylvaine Neveu, née le 6 janvier 1968, est une chimiste française. Elle est directrice scientifique du groupe Solvay. Diplômée de l'École nationale supérieure de chimie de Paris et docteur en génie des procédés de l'École nationale supérieure des mines de Paris, elle rejoint le groupe Solvay en 1994.  Elle  reçoit le prix Irène-Joliot-Curie dans la catégorie "Femme recherche et entreprise" en 2016 pour ses innovations dans le domaine de la silice et les pneus à économie d’énergie,.